# Ente nazionale zolfi italiani
L'Ente nazionale zolfi italiani era un ente governativo italiano che operava nel settore minerario.

## Storia
L'ente nacque inizialmente come "Ufficio per la vendita dello zolfo italiano" nel 1933 per vendere, in nome e per conto dei produttori italiani, lo zolfo estratto nelle miniere nazionali, al fine di contrastare la crisi della nostra industria zolfifera a causa della forte concorrenza americana nel settore.
Nel 1940 il precedente Ufficio divenne l'Ente nazionale zolfi italiani, al quale vennero delegate una serie di funzioni:
- stabilire un prezzo minimo della commercializzazione dello zolfo grezzo per garantire un margine di ricavo agli industriali;
- gestire il processo di vendita dello zolfo grezzo in regime di monopolio nazionale;
- supportare dal punto di vista tecnico ed industriale le aziende italiane del mercato (concessioni di autorizzazioni, partecipazione all'attività di estrazione, finanziamenti per la ricerca e lo sviluppo di nuove processi produttivi);
- assistenza sociale, impegnandosi a migliorare le condizioni lavorative dei minatori e di tutto il personale addetto, promuovendo la costruzione di case ed alloggi, ma anche avviando iniziative di assistenza sanitaria.

In seguito alla seconda guerra mondiale, con le difficoltà delle imprese concorrenti americane e una forte richiesta mondiale di zolfo, la produzione in Italia riuscì a crescere dalle 33.000 tonnellate del 1944 alle 210.000 del 1951. Ma ben presto questi dati diventarono poco significativi in seguito alle politiche protezionistiche messe in atto dal Governo italiano, che impedivano la circolazione in Italia di zolfo estero, un prezzo del bene superiore rispetto a quello europeo e la sovvenzione diretta alle industrie.
Contestualmente all'abolizione del divieto di importazione di zolfi esteri in Italia, dovuto ad un accordo tra gli Stati d'Europa, l'ente venne posto in liquidazione. Il mercato venne così liberalizzato ponendo fine all'industria zolfifera nazionale.